# Хлорид осмия(II)
Хлорид осмия(II) — неорганическое соединение, 
соль металла осмия и соляной кислоты с формулой OsCl2, 
тёмно-коричневые кристаллы, 
не растворяется в воде.

## Получение
- Разложение хлорида осмия(III) в вакууме:

{\displaystyle {\mathsf {2OsCl_{3}\ {\xrightarrow {500^{o}C}}\ 2OsCl_{2}+Cl_{2}\uparrow }}}

## Физические свойства
Хлорид осмия(II) образует тёмно-коричневые кристаллы.
Не растворяется в воде, растворяется в этаноле и эфире.

## Химические свойства
- Реагирует с монооксидом углерода:

{\displaystyle {\mathsf {OsCl_{2}+3CO\ {\xrightarrow {220^{o}C}}\ Os(CO)_{3}Cl_{2}}}}